# Charles Maljournal
Louis Charles Maljournal (Paris, 21 décembre 1841 - Paris, 15 novembre 1894) est un ouvrier français, personnalité de la Commune de Paris.

## Biographie
Ouvrier relieur, marié, père de trois enfants et militant de la Première Internationale, lors du siège de Paris en 1870, il s'enrôle dans le 240e bataillon de la Garde nationale et le 15 mars 1871 est élu à son Comité central, devenant son secrétaire.
Le 22 mars, il est nommé par Jules Bergeret officier de l'état-major général, mais le même jour il est grièvement blessé lors de la manifestation des « Amis de l'Ordre », opposants à la Commune. Lorsque l'armée de Versailles a mis fin à la Commune à la fin du mois de mai, Maljournal était toujours hospitalisé. Il a été arrêté puis condamné à la déportation. Il fut gracié le 12 février 1879.